# صوفي موس
صوفي موس (بالبولندية: Zofia Tarnowska-Moss)‏ هي كاتِبة وشاعرة بولندية، ولدت في 16 مارس 1917، وتوفيت في 22 نوفمبر 2009.